# James R. Reid
Pour les articles homonymes, voir James Reid et Reid.
James R. Reid, né en 1849 dans le comté de Dundas en Ontario au Canada et mort le 12 décembre 1937 à Riverside en Californie aux États-Unis, est un pasteur de l'Église épiscopalienne américaine, il sert comme président de l'université d'État du Montana entre 1894 et 1904.